# Biei Fuji
Le Biei Fuji (美瑛富士) est une montagne culminant à 1 888 m d'altitude dans le groupe volcanique Tokachi sur l'île de Hokkaidō au Japon.